# Scott Duncan (Unternehmer)
Scott Duncan (* 1983 in den USA) ist ein US-amerikanischer Unternehmer und Besitzer der Firma Enterprise Products.

## Leben
Scott Duncan wurde im Jahr 1983 geboren. Sein Vater Dan Duncan war Co-Gründer der Firma Enterprise Products. Seine Mutter ist Lee Ellis. Duncan lebt in Houston.

## Vermögen
Scott Duncan ist Multi-Milliardär. Gemäß der Forbes-Liste 2015 beträgt sein Vermögen ca. 6,2 Milliarden US-Dollar. Damit belegt er Platz 230 auf der Forbes-Liste der reichsten Menschen der Welt.